# 黑鰭黃鯽
黑鰭黃鯽（学名：Setipinna melanochir）為輻鰭魚綱鲱形目鳀科的其中一種，分布於中西太平洋區，包括越南、寮國、柬埔寨、泰國、馬來西亞、新加坡及印尼的淡水、鹹水水域，本魚頭短，背部略微隆起，下鰓耙鋸齒相當大，高低不平，下頷較長，口斜，胸鰭及臀鰭長，臀鰭軟條45-53枚，體長可達33公分，棲息在沿海、河川，會進行洄游，屬肉食性，以小魚、昆蟲等為食，可作為食用魚。

## 擴展閱讀
維基物種上的相關：黑鰭黃鯽